# Inpabasis machadoi
Inpabasis machadoi är en trollsländeart som beskrevs av Santos 1961. Inpabasis machadoi ingår i släktet Inpabasis och familjen dammflicksländor. Inga underarter finns listade i Catalogue of Life.